# Polleskogel
Der Polleskogel, eigentlich Nördlicher Polleskogel, ist ein 3035 m ü. A. hoher Gipfel im Geigenkamm in den Ötztaler Alpen in Tirol. Der Mainzer Höhenweg, ein hochalpiner Steig von der Rüsselsheimer Hütte zur Braunschweiger Hütte, führt in der Variante zum Rettenbachferner wenige Meter am Gipfel vorbei.

## Routen
Der kürzeste Anstieg erfolgt vom Parkplatz am Rettenbachferner am Ende der Ötztaler Gletscherstraße. Von dort über Schutt bis heran an den Fels und steil, teilweise mit Kettensicherungen, durch eine Rinne in eine Scharte (ca. 3000 m) zwischen dem Nördlichen und dem unbedeutenden Südlichen Polleskogel (3005 m ü. A.). Kurz hinab und wieder ansteigend in eine Lücke im Nordwestgrat (ca. 3010 m). Hier rechts noch wenige Meter durch Block- und Felsgelände (I) zum höchsten Punkt.
Zurück von der Lücke im Nordwestgrat weiter nach Norden gehend erreicht man die Einmündung des Franz-Auer-Steigs, der eine Verbindung zur Braunschweiger Hütte bietet.

## Abgrenzung
In einigen Tourenbeschreibungen wird der Steig vom Rettenbachferner über das Südliche Pollesjoch (2961 m) geführt, der tiefsten Einsattelung im Kamm Richtung Süden zum Karleskogel. Das Südliche Pollesjoch wird jedoch während des Anstiegs nicht berührt. Im Bild mit der Ansicht von Südosten ist das Südliche Pollesjoch die Einschartung am linken Bildrand. Der Steig verläuft jedoch über die Scharte in der Bildmitte (Wegweiser erkennbar), zwischen dem Südlichen (links der Scharte) und dem Nördlichen Polleskogel (rechts der Scharte).